# Filthy Lucre Live
Filthy Lucre Live è un album dal vivo dei Sex Pistols, pubblicato nel 1996 dalla Virgin Records. L'album documenta la registrazione dell'esibizione tenutasi a Londra al Finsbury Park il 23 giugno 1996, durante il Filthy Lucre Tour.

## Tracce
1. Bodies – 3:35
2. Seventeen – 2:39
3. New York – 3:21
4. No Feelings – 3:05
5. Did You No Wrong – 3:38
6. God Save the Queen – 3:21
7. Liar! – 2:46
8. Satellite – 4:07
9. (I'm Not Your) Steppin Stone – 2:54
10. Holidays in the Sun – 3:31
11. Submission – 4:50
12. Pretty Vacant – 3:25
13. E.M.I – 4:22
14. Anarchy in the UK – 3:28
15. Problems – 4:33